# أنطونيو أوتيرو
أنطونيو أوتيرو (بالإنجليزية: Antonio Otero)‏ هو لاعب كرة قدم أمريكي في مركز الوسط، ولد في 20 مايو 1977 في نيويورك في الولايات المتحدة. لعب مع دي.سي. يونايتد.

## وصلات خارجية
- أنطونيو أوتيرو على موقع الدوري الأمريكي (الإنجليزية)
- أنطونيو أوتيرو على موقع قاعدة بيانات كرة القدم.إي يو (الإنجليزية)